# Loro Parque

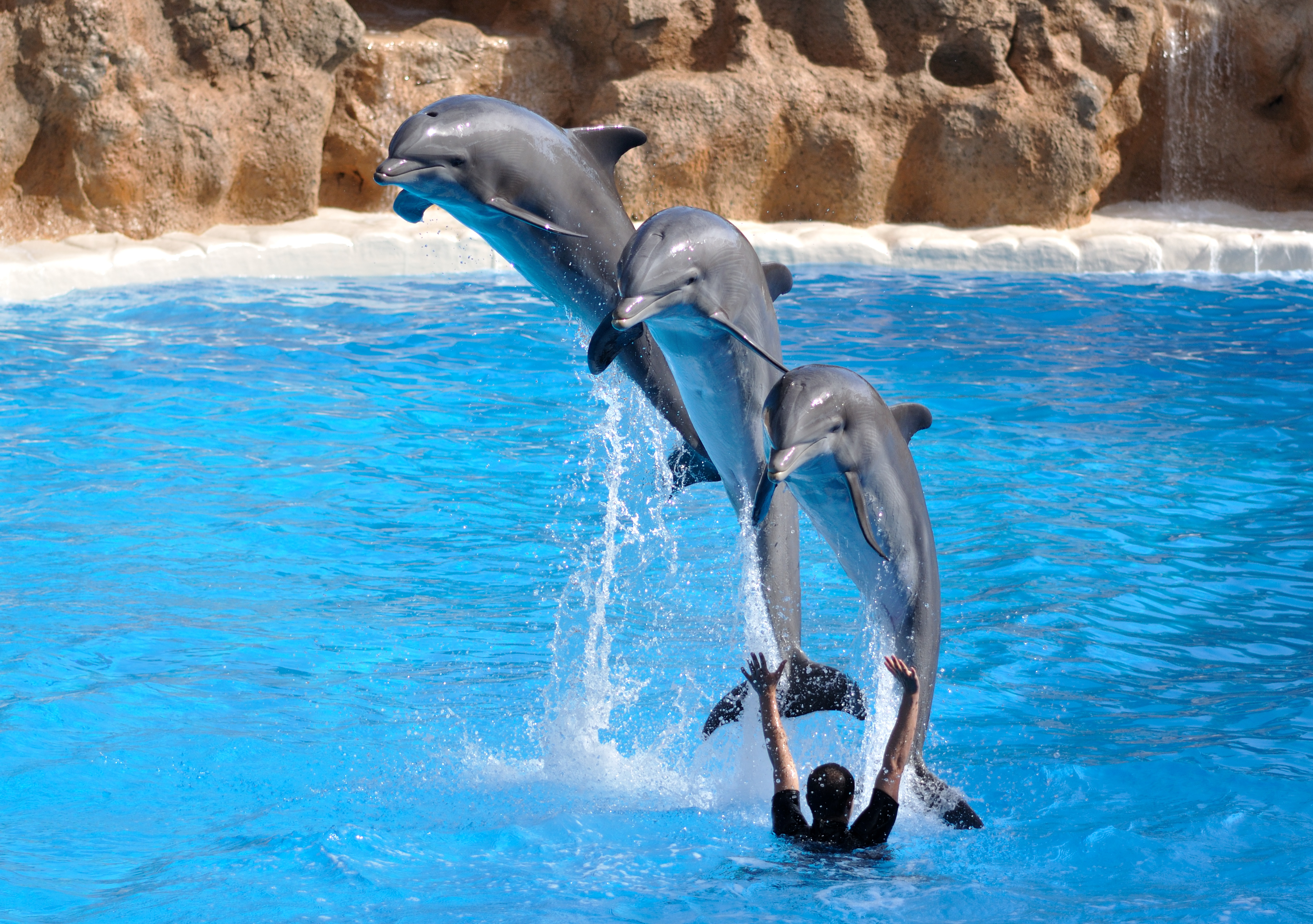
Tre delfini tursiopi eseguono un'acrobazia al Loro Parque Dolphin Show

Loro Parque (lett. "parco dei pappagalli") è uno zoo di 134000 m² situato nella periferia di Puerto de la Cruz a Tenerife, Spagna. 
Il Loro Parque ospita una vasta e diversificata riserva di specie animali e vegetali. Il parco è stato concepito come un luogo dedicato ai pappagalli e si è trasformato negli anni in una delle maggiori attrazioni delle isole Canarie, con oltre 40 milioni di visitatori totali.

## Storia
Nel 1972, quando il parco fu fondato da Wolfgang Kiessling, il Loro Parque aveva un'estensione di 13000 m² e ospitava 150 pappagalli; da allora è cresciuto fino ad estendersi su più di 130 mila e ospitare circa 4 000 pappagalli di 350 specie e sottospecie diverse, oltre a tanti altri animali. Questo raggruppamento di pappagalli è il più grande al mondo e rende il parco uno dei principali riferimenti nello studio e nella conservazione di questi animali a livello mondiale.
Nel suo sviluppo, il parco ha stabilito negli anni altri primati, come quello della più grande piscina per spettacoli di delfini dell'Unione Europea e dell'Africa, la più grande esposizione al coperto di pinguini del mondo e il tunnel di squali più lungo dell'Unione Europea. Inoltre il parco è solo uno dei due zoo di tutta l'Unione Europea ad ospitare delle orche.
I proprietari del Loro Parque hanno costruito un altro parco nel sud dell'isola chiamato Siam Park, inaugurato nel 2008, e affermano che sia il più grande parco acquatico d'Europa.

## Uccelli
All'interno del parco sono presenti pappagalli, aironi guardabuoi, anatre, cigni neri, fagiani dorati, hocco maggiori, kookaburra, 5 specie di pinguini, pulcinelle di mare, fenicotteri rosa, fenicotteri cileni, gracule religiose, gure di Vittoria, ibis scarlatti e pellicani bianchi. In totale, vi sono pappagalli di 33 specie diverse:
- Amazzone capogiallo
- Amazzone fronte rossa
- Amazzone guanceblu
- Amazzone occhirossi
- Ara dal collare
- Ara frontecastana
- Ara fronterossa
- Ara giacinto
- Ara gialloblù
- Ara indaco
- Ara panciarossa
- Ara scarlatta
- Ara testablu
- Ara verde
- Cacatua bianco
- Cacatua ciuffogiallo
- Cacatua crestasalmone
- Cacatua delle palme
- Cacatua gang gang
- Cacatua nero codagialla
- Cacatua occhiazzurri
- Ecletto papuano
- Kea
- Lorichetto arcobaleno
- Pappagallo frontemarrone
- Pappagallo testablu
- Parrocchetto alessandrino
- Parrocchetto dal collare
- Parrocchetto del Malabar
- Parrocchetto delle tane
- Parrocchetto guanceverdi
- Parrocchetto panciacremisi
- Parrocchetto testagrigia

## Altri animali
Oltre agli uccelli, nel parco sono presenti anche: scimpanzé, gorilla di pianura occidentale, tamarini imperatori, leoni marini della California, lontre asiatiche dai piccoli artigli, suricati, panda rossi, giaguari, tigri del Bengala, leoni, ippopotami pigmei, capibara, formichieri giganti, Alligatori del Mississipi, tartarughe delle Galápagos, tartarughe speronate africane, 7 specie di pesci esotici, 10 specie di meduse, cavallucci marini, 5 specie di squali, bradipi didattili, iguane verdi, lemuri dalla coda ad anelli, pipistrelli dalla coda corta di Seba, polpi del Pacifico, saki dalla faccia bianca, scimmie leonine, stelle marine giganti, tamarini dalle mani gialle, Iguane rinoceronte, armadilli villosi ,3 specie di testuggini, uistitì di Geoffroy e vaccarelle .

### Orche
Nel febbraio 2006, il Loro Parque ha ricevuto quattro giovani orche: due maschi, Keto (nato nel 1995) e Tekoa (2000), e due femmine, Kohana (2002) e Skyla (2004) in prestito dal SeaWorld. Nel 2004 e nel 2005, prima che le orche venissero trasferite, otto addestratori di animali del parco furono inviati nei parchi di SeaWorld in Texas e in Florida per l'addestramento. Nell'estate del 2018, SeaWorld ha ceduto la proprietà delle orche dandone la piena proprietà al Loro Parque.
Nel novembre 2011, il Loro Parque ha ricevuto la sua sesta orca, Morgan, proveniente dai Paesi Bassi. Dopo aver trascorso un anno e mezzo in una piccola vasca nei Paesi Bassi, malgrado le molte controversie, Morgan fu trasferito al Loro Parque. È stato affermato che Morgan non poteva essere rilasciata a causa della mancanza di sua madre, di cui avrebbe avuto bisogno per sopravvivere in natura dato che aveva solo circa 2 o 3 anni al momento del suo trasferimento. Nel 2012 gli scienziati hanno scoperto per caso che Morgan soffre di una grave perdita dell'udito.
Kohana, una femmina di orca, ha dato alla luce due cuccioli nel corso degli anni (il 13 ottobre 2010 e il 3 agosto 2012), che ha però rifiutato di allevare, costringendo gli addestratori a prendersene cura. Il secondo cucciolo, Vicky, è morto improvvisamente il 16 giugno 2013 per problemi intestinali. 
L'orca Skyla di 7 anni è morta il 11 marzo 2021, dopo essere stata male per giorni. Successivamente si scoprì che la causa della morte era stata una torsione gastrica.
Kohana, figlia del famoso Tilikum (soggetto del documentario Blackfish), è morta prematuramente il 14 settembre 2022. Il parco tematico ha affermato che l'autopsia preliminare ha suggerito che la causa della morte potrebbe essere stata un problema cardiaco. La morte di Kohana segna la terza morte di un'orca nel parco marino in soli 18 mesi.
Nell'agosto 2021 è morta un'orca di tre anni di nome Ula e poco prima, nel marzo 2021, è morta Skyla di 17 anni. In natura, le femmine di orca possono vivere fino a 80 anni.
Nel 2022, ci sono 4 orche nel Loro Parque: Keto (M-28 anni), Tekoa (M-22 anni), Morgan (F-13 anni) e Adàn (M-13 anni). Nel 2024 muore Keto e nel 2025 Morgan partorisce un cucciolo di nome Teno.

### Delfini
Il Loro Parque ha anche 10 delfini tursiopi, di cui 3 catturati negli anni '80 al largo della Florida e 7 nati in cattività: Paco (M), Ruffles (F), Pacina (F), Ulisse (M), Luna (F), Clara (F), Cesar (M), Achille (M), Ilse (F) e Robin (M).

## Piante
Il Loro Parque ha una grande serra di orchidee.

## Spettacoli
Gli spettacoli del parco sono l'attrazione principale dello zoo. Questi includono includono i leoni marini (5 volte al giorno), i delfini (4 volte), il "Loro Show" (uno spettacolo di esibizione di volo dei pappagalli - 6 volte), nature vision (un cinema al coperto che proietta un film di 20 minuti – 9 volte) e le orche (3 volte). Altre attrazioni includono il parco giochi per bambini "Kinderlandia", il Gambian Market, una stazione per i cuccioli, un enorme museo delle porcellane sul tema dei pappagalli e molti ristoranti.

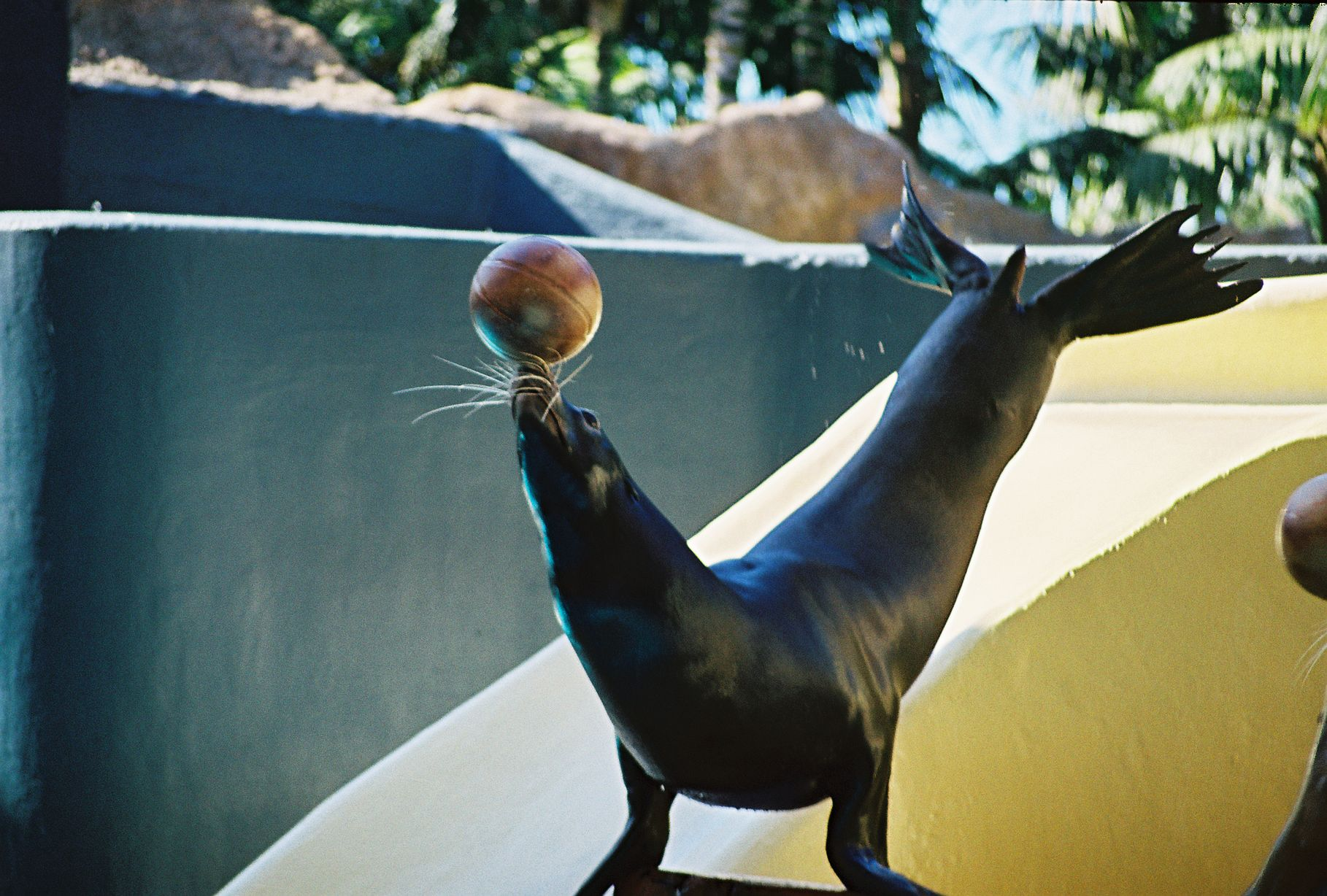
Spettacolo delle Orche

La sequenza dei pre-titoli (narrata da Stephen Fry) del film del 2005 Guida galattica per gli autostoppisti è stata girata al Loro Parque.

## Fondazione
Nel 1994 il Loro Parque ha fondato la Loro Parque Fundación, una fondazione internazionale membro della IUCN istituita per evidenziare la necessità di conservazione della natura e dell'ambiente. La fondazione ha realizzato numerosi progetti di conservazione a livello internazionale.
La fondazione è particolarmente attiva nella conservazione delle specie di pappagalli più a rischio di estinzione, sia con l'allevamento in cattività, come quello dell'ara di Spix, in grave pericolo di estinzione, sia con progetti sul campo. Tra il 2017 e il 2019 la fondazione ha contribuito al rilascio di quattordici Ara ambiguus allevati in cattività.

## Incidenti
Nel 1996 Tony Silva, istruttore degli uccelli del Loro Parque dal 1989 al 1992, fu condannato per associazione a delinquere finalizzata al contrabbando di uccelli rari del valore di oltre 1,3 milioni di dollari negli Stati Uniti. Silva iniziò a contrabbandare uccelli nel 1986 e continuò anche mentre lavorava per il parco.
Nell'ottobre 2007 l'apprendista Claudia Vollhardt è stata attaccata da l'orca Tekoa ed è stata ricoverata in ospedale. Dopo questo attacco, gli istruttori hanno smesso di fare lavori in acqua per più di sei mesi, e mai più con Tekoa.
Due anni dopo, alla vigilia di Natale del 2009, il ventinovenne Alexis Martínez fu ucciso dall'orca Keto, che lo trascinò sul fondo della piscina durante un allenamento per uno degli spettacoli. Dopo aver trascorso due minuti e mezzo sul fondo della piscina principale, profonda 12 metri, l'orca l'ha mollato, e il suo corpo è stato recuperato, ma non è stato possibile rianimarlo. Da allora, gli addestratori non entrano più in acqua con nessuna delle orche. Il parco inizialmente ha denunciato la morte come un incidente, tuttavia il rapporto dell'autopsia afferma che Martínez è morto a causa delle gravi ferite dovute all'attacco dell'orca, comprese fratture multiple da compressione, lacerazioni agli organi vitali e morsi. Durante l'indagine sulla morte di Alex Martinez, è emerso che il parco aveva anche descritto in maniera errata al pubblico l'incidente del 2007 con Tekoa, sostenendo che si trattava anch'esso di un incidente, quando in realtà si trattava di un attacco.

## Critiche
Il Loro Parque è stato criticato da numerose organizzazioni, soprattutto per il suo utilizzo delle orche. La Free Morgan Foundation si batte per il rilascio di Morgan, un'orca presente al Loro Parque, affermando che è stata "vittima di abusi e attaccata regolarmente dalle altre orche".
Anche Whale and Dolphin Conservation (WDC) critica il modo in cui il Loro Parque ha gestito il caso Morgan. Nello specifico, hanno precisato che "il permesso con il quale Morgan è stata spedita al Loro Parque" prevede che "l'orca dovrebbe essere utilizzata per ricerche scientifiche" e che in realtà "Morgan appare quotidianamente negli spettacoli facendo scherzi e gag per il pubblico pagante".
Anche la PETA critica il Loro Parque, affermando che "gli esperti hanno identificato problemi di salute e disagio psicologico nelle orche del Loro Parque". Questi problemi includono denti mancanti, segni di rastrello e muco che gocciola dagli occhi. Menzionano anche il comportamento anormale di "galleggiare sulla superficie dell'acqua" che secondo loro è "inaudito tra le orche selvatiche".
Il 29 luglio 2018 Thomas Cook ha annunciato che avrebbe smesso di fare pubblicità per il Loro Parque, dichiarando di "essere preoccupato sul benessere degli animali".

## Premi
Il 27 settembre 2000, il Loro Parque è stato insignito del premio più prestigioso assegnato dal Governo delle Isole Canarie nel campo del turismo, il premio "Importante del Turismo 2000". Román Rodríguez, allora presidente del Governo delle Canarie, consegnò questo premio a Kiessling. Questo premio conferisce al Loro Parque la medaglia d'oro per il suo contributo a rendere le Isole Canarie una destinazione turistica di qualità. Nello stesso periodo Kiessling è stato anche insignito del "Galardones Amables del Turismo y Convivencia Ciudadana 1999" (Premio per il Turismo e la Convivenza Cittadina) da parte del Centro di Imprese e Turismo (CIT) di Santa Cruz di Tenerife.
- Premio WAZA miglior zoo del mondo: 2[29]
- Tripadvisor premio miglior zoo del mondo: 1 (2017)[30]